# Lawrence, Pennsylvania
Lawrence är en ort i Washington County i delstaten Pennsylvania, USA.